# Schloss Harlaching

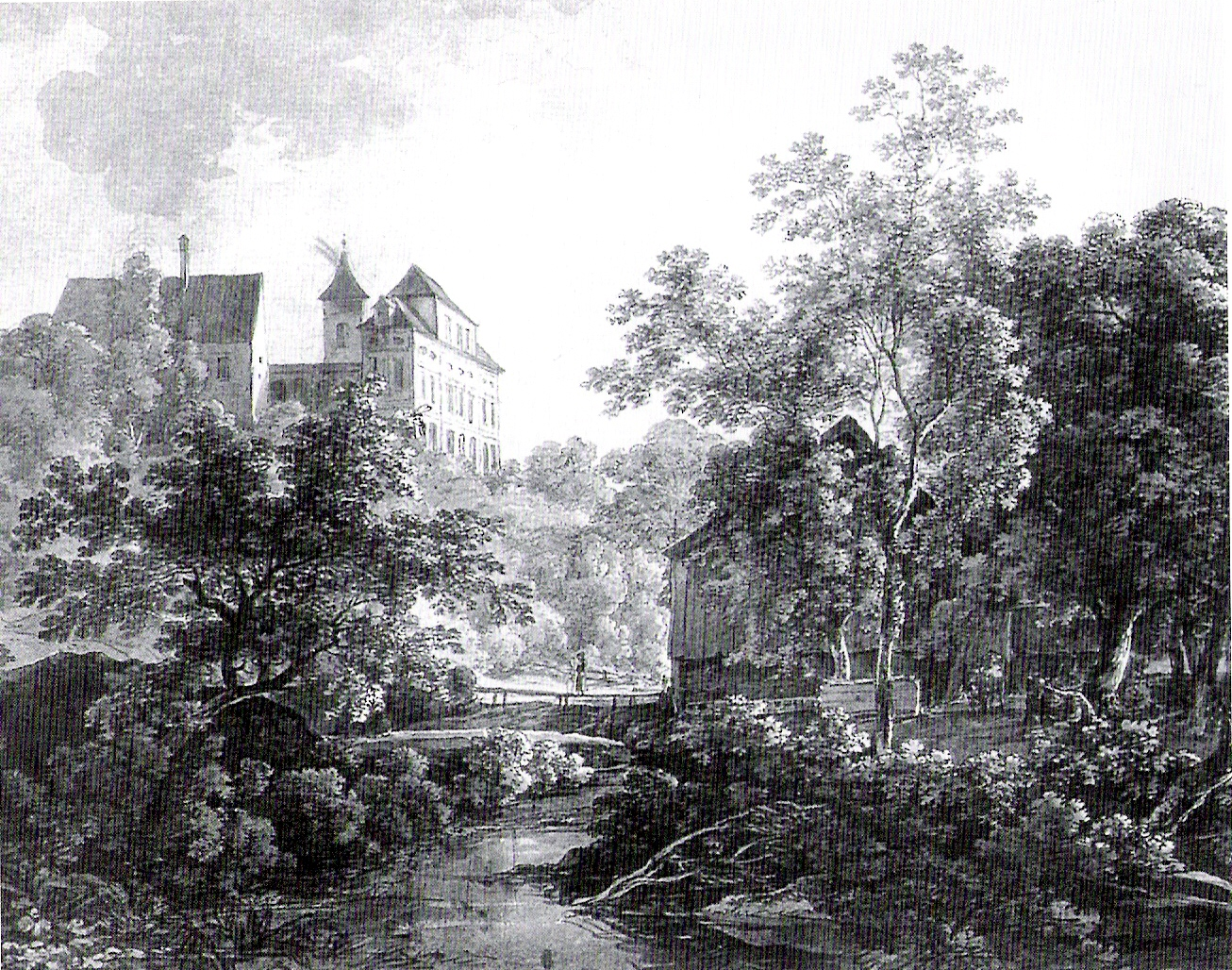
Das Schloss Harlaching in einer Darstellung von Johann Georg von Dillis, ca. 1790

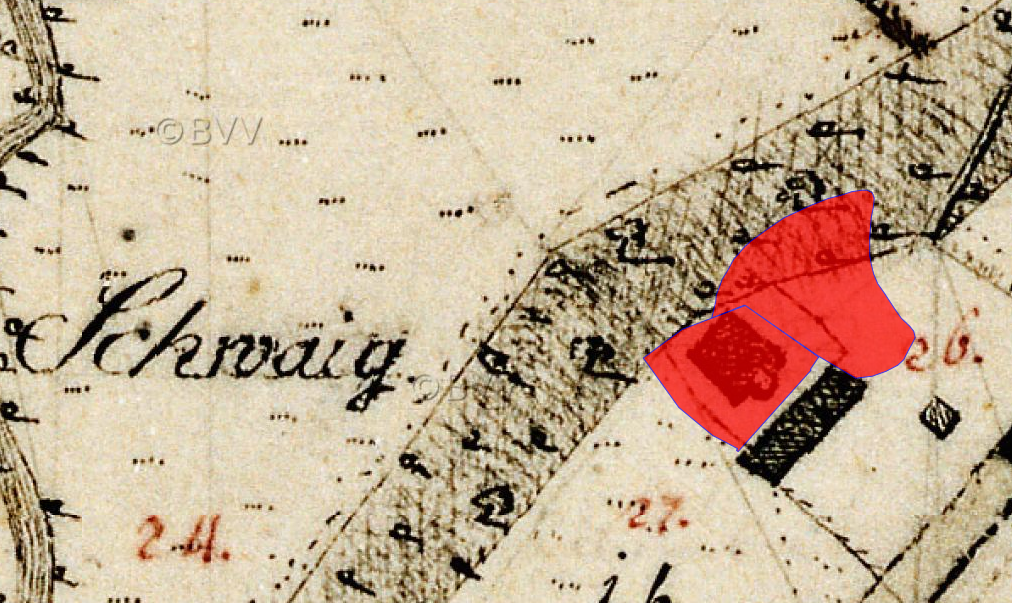
Lageplan von Schloss Harlaching auf dem Urkataster von Bayern

Schloss Harlaching war ein Schloss am Harlachinger Berg neben der St.-Anna-Kirche oberhalb des Münchner Tierparks Hellabrunn. Die Anlage wird als Bodendenkmal unter der Aktennummer D-1-7935-0304 im Bayernatlas als „abgegangenes Schloss der frühen Neuzeit ("Schloss Harlaching")“ geführt.

## Geschichte
Die erste schriftliche Erwähnung des Ortes findet sich um 1150 als „Hadaleichingen“. Der alte Ortskern lag um das St.-Anna-Kircherl am Harlachinger Berg, das 1186 erstmals als zum Kloster Tegernsee gehörig schriftlich verbürgt ist. Die wenigen Häuser waren von Wäldern und Wiesen umgeben. In der Nähe der Kirche wurde das Schloss kurz nach 1700 durch Freiherr Markus Christoph von Mayr nach Plänen von Enrico Zuccalli errichtet. Die Wasserfälle des Schlossgartens endeten am Fuß des Berges in 25 Fontänen bei der Marienklause. Harlaching wurde unter dem Kriegskanzleidirektor Markus Christoph von Mayr Sitz einer Hofmark. Das Schloss wurde 1796 durch Feuer beschädigt und war auch beim Brand am 18. September 1800 betroffen. Es existiert heute nicht mehr.
Die Hofmarksgerechtigkeit wurde 1818 in ein Patrimonialgericht umgewandelt, das auch Geiselgasteig, Harthausen, Hellabrunn, Laufzorn, Siebenbrunn und Wörnbrunn umfasste. Die Reste der Adelsherrschaft wurden 1848 aufgehoben.

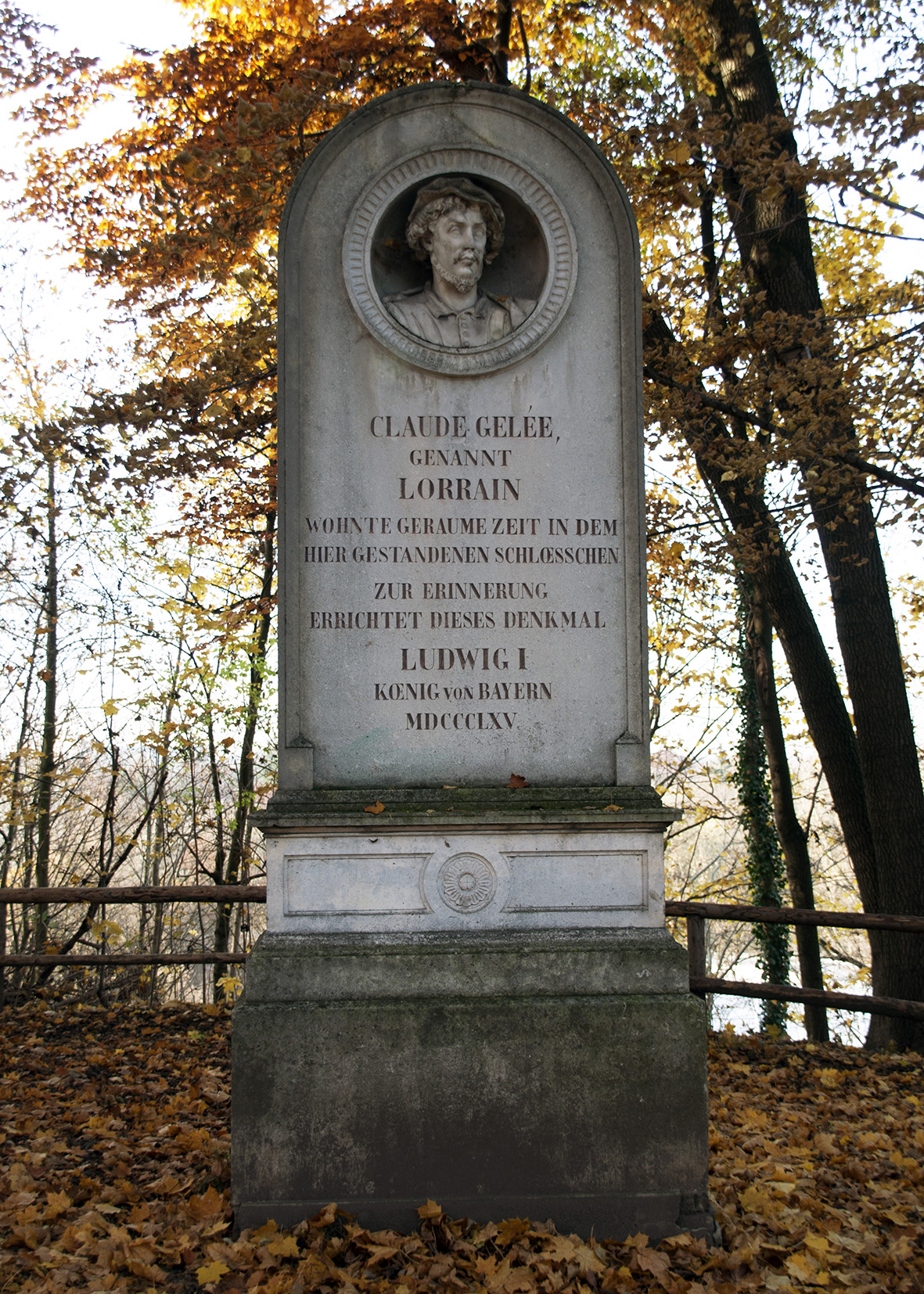
Denkmal für Claude Lorrain

## Denkmal
1865 stiftete der 1848 zurückgetretene bayerische König Ludwig I. ein Denkmal mit Inschrift für den französischen Maler Claude Lorrain auf dem ehemaligen Schlossgelände, da irrtümlich vermutet wurde, dass er einige Zeit auf Schloss Harlaching gelebt hatte.